# Gloria (musikalbum)
Gloria är ett julalbum med julsånger från 2005 av Göteborgs Gosskör.

## Låtlista
1. Advent
2. Bereden väg för Herran
3. Gläd dig du Kristi brud
4. Dotter Sion
5. Veni, veni Emmanuel
6. Benedictus qui venit
7. Hur ljuvligt är att höra stegen
8. Ave Maria
9. Och det hände vid den tiden
10. Hodie Christus natus est
11. Änglar ifrån ljusens rike
12. När juldagsmorgon glimmar
13. Away in a Manger
14. Panis angelicus
15. Nu tändas tusen juleljus
16. Gammal julvisa
17. Förunderligt och märkligt
18. Marias vaggsång
19. Whence is that Goodly Fragrance Flowing
20. Ding Dong Merrily on High
21. Jul, jul, strålande jul
22. Hallelujah

## Medverkande
- Göteborgs Gosskör — sång
- Maria Forsström — dirigent
- Carolina Sandgren — solist
- Annika Nilsson  — Orgel/Piano